# العيزرية

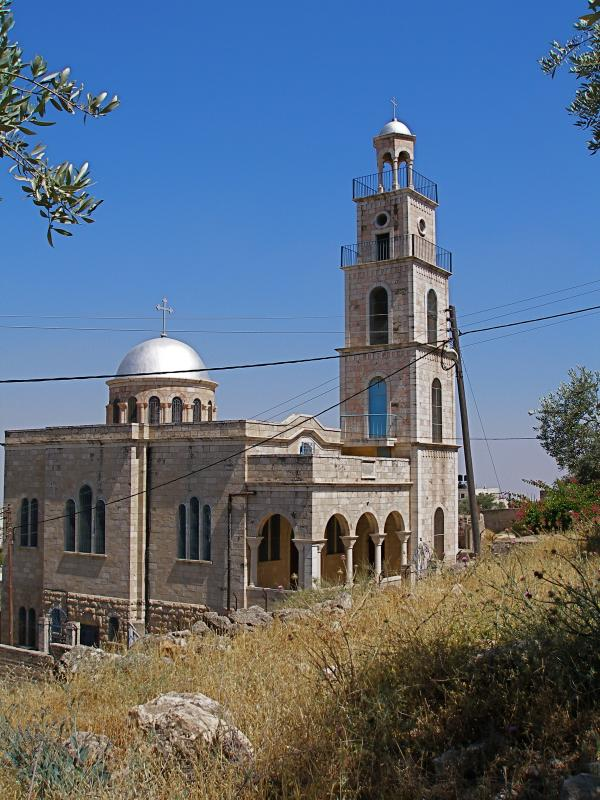
كنيسة الروم الارثودكس اليونانية في العيزرية

العيزرية هي مدينة فلسطينية تقع على بعد2 كم شرق مدينة القدس. يحدها من الجنوب بلدة أبوديس، ومن الغرب راس العامود والمسجد الاقصى، ومن الشرق مستوطنة معاليه أدوميم والنبي موسى ومن الشمال الزعيم والعيسوية وعناتا ومن الشمال الغربي جبل الزيتون.

## التسمية
سميت بهذا الاسم نسبةً إلى النبي عزير في الإسلام. وقد ذُكرت العيزرية في الإنجيل والتوراة باسم بيت عنيا ومعناه بيت البؤس أو بيت التمور.

## تاريخ ومعالم
وقعت العيزرية تحت أيدي إسرائيل في حرب 1967. وكباقي الضفة الغربية كانت تتبع الأردن ما بين عام 1951 وعام 1967
وقد اكتسبت شهرتها الدينية والتاريخية بعد أن أحيا عيسى رجلا يدعى أليعازر بعد موته ودفنه بأربعة أيام، ومن أشهر معالم العيزرية دير قديم، بالإضافة إلى مسجد العزير، والكثير من المعالم الأثرية مثل القناطر، ومغارة أليعازر التي حدثت بها المعجزة الكبرى بالنسبة للمسلمين، وبئر العد وقد بناه أهالي البلد قبل نحو مائتان عام بالقرب من البيارة، والبرج وهو من الآثار الصليبية، وخان الحوض وقد بناه عبد الملك بن مروان على طريق العيزرية - أريحا ليكون استراحة على طريق بيت المقدس.

### مقاومة الاحتلال الإسرائيلي
قدمت البلدة العديد من الشهداء في إطار مقاومتها للاحتلال الصهيوني، منهم:
- بهاء الحرباوي (استشهد بتاريخ 20 يونيو 2017 - 1438 هـ)[2]
- يوسف كاشور (استشهد بتاريخ 22 يوليو 2017 - 1438 هـ)[3]
- معتز قاسم الغزاوي (استشهد بشهر أكتوبر 2015 - 1436 هـ) [4]

فيما اعتقلت قوات الاحتلال العديد من أبناء البلدة، منهم:
- حسن سليم أبو اسنينة (اعتقل بتاريخ 3 ديسمبر 2014 - 1436 هـ)[5]

### القناطر

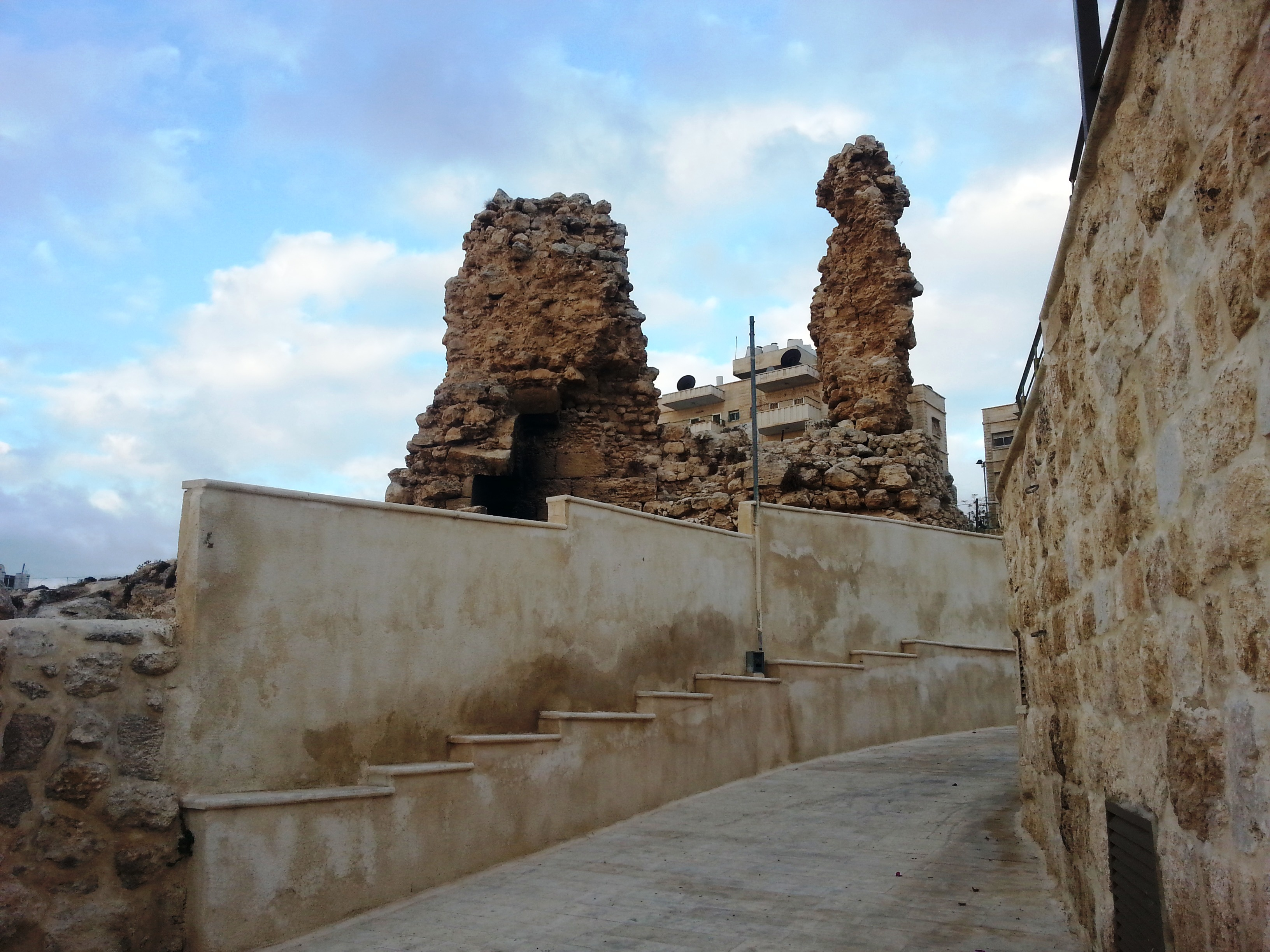
القناطر في بلدة العيزرية

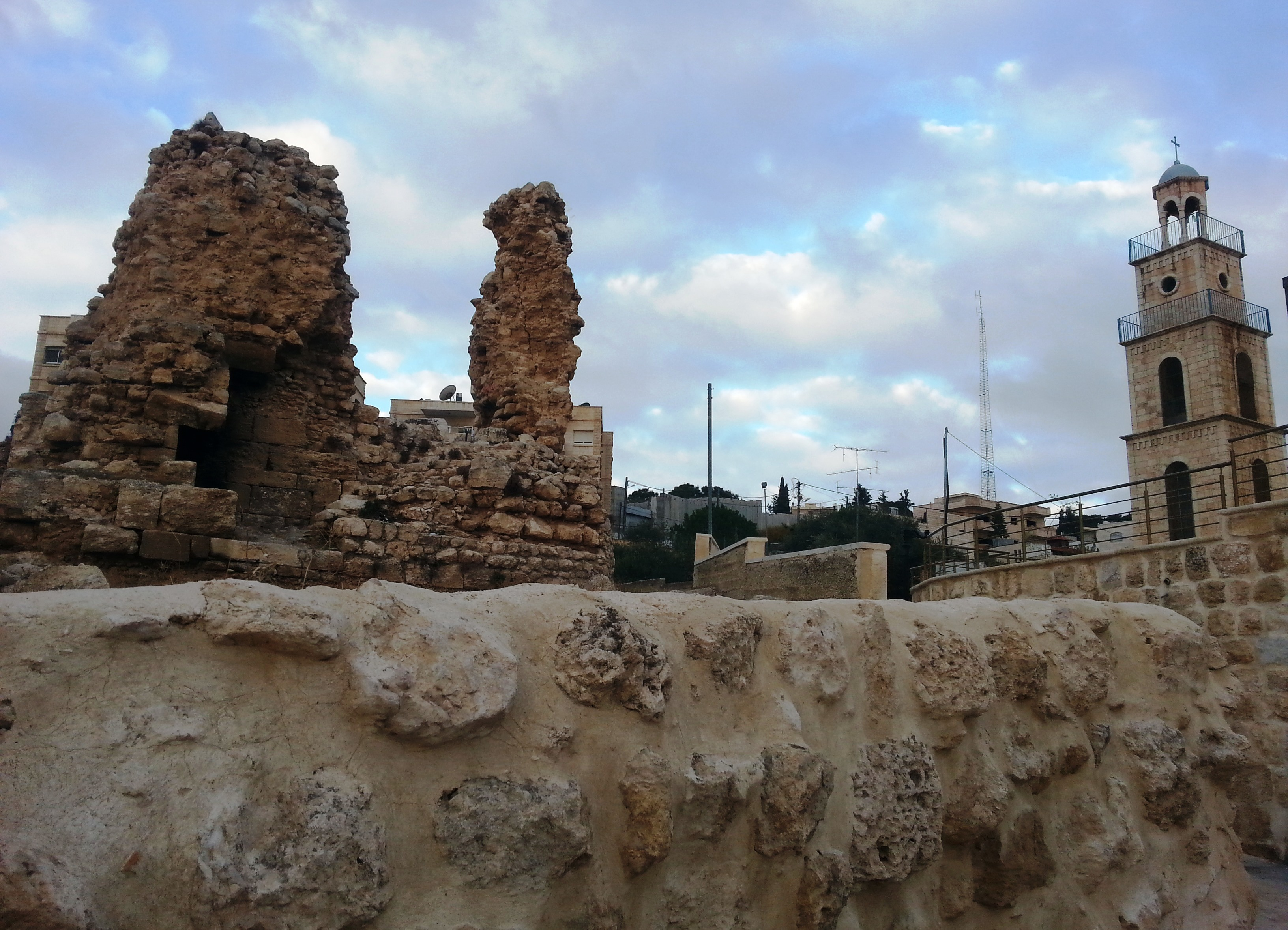
القناطر في بلدة العيزرية

هو برج صليبي، بني إلى الجنوب الغربي من الدير القديم، بطول (14.6 متراً) وعرض (14.8 متراً)، وتبلغ سماكة جدرانه 4 أمتار سماكة، ويعتقد أنهما كانا برجين، وبني كبرج دفاعي على خزان مياه روماني في الحقبة الصليبية، للجوء إليه في أوقات الطوارئ، في حال لم يتوفر الوقت للهرب إلى خارج البلدة.
وتم الاكتشاف خلال الحفريات الأثرية التي جرت بين عامي (1949- 1953) وجود شواهد أثرية تمثلت في “الكهوف، من الجهة الجنوبية للبرج الصليبي، بالإضافة إلى أساسات الغرف، وأماكن توفير احتياجات السكان، ومكان لتخزين الأعلاف للدواب وآخر لحفظ المياه، ولُقى أثرية أخرى كالأسرجة والجرار وقطع العملة”، ما أثبت أن المنطقة كانت مأهولة بالسكان منذ القرن السادس والخامس قبل الميلا د.

## السكان
بلغ عدد سكان بلدة العيزرية حسب إحصائية عام 1588 68 عائلة، وفي بداية القرن العشرين كانوا 515 نسمة، وفي بداية القرن الحادي العشرين وصلوا إلى 17,000 نسمة، وتبلغ مساحة أراضيها اليوم 11,179 دونم بعد أن كانت مساحتها أكثر من 60 الف دونم الا انها صودرت من قبل الاحنلال واقام عليها مسنوطنة معاليه ادوميم وكفار ادوميم وميشور ادوميم.[بحاجة لمصدر]
سكان العيزرية يعودون بأصولهم إلى عدة مناطق هي وادي موسى جنوب الأردن، قاقون منطقة طولكرم، حوران (سوريا)، وشمال الأردن ملكا منطقة إربد في الأردن، والخليل، وهناك قسم من بقايا الأيوبيين وقد مر العديد من الرحالة العرب والأجانب على البلدة ومنهم بهاء إبراهيم الخياري، والنابلسي وهنري موندريل.
عمل أهلها قديماً بالزراعة والتجارة، أما حديثاً فيعمل أهل العيزرية بالتجارة والوظائف الحكومية والخاصة، والاعمال الحرة، والمواصلات، والمستوطنات الإسرائيلية.
وينسب إلى العيزرية محمد بن محمد بن الخضر بن الشهري (العيزري) وقد ولد فيها عام 724م، ونشأ في القاهرة، وتفقه على يد علماءها وينسب إليها أيضا يحيى بن محمد الشرق العيزري من ذريه العيزريه، تولى القضاء في غزه وصفد.

## الاستيطان
في ديسمبر 2012 ذكر رئيس مجلس محلي أبو ديس عادل صلاح أن المجلس تسلم قراراً رسمياً من جيش الاحتلال، عبر الارتباط، يقتضي بمصادرة أراضي مشتركة بين بلدتي أبو ديس والعيزرية مساحتها 386 دونم، وأشار إلى أن هذه الأراضي يتم ابتلاعها لتوسيع مغتصبات "معاليه أدوميم" و"كيدار 1 "، وكيدار 2 ".
فيما سلمت كذلك قوات الاحتلال إخطارات تقضي بمصادرة 415 دونماً من أراضي العيزرية، لتوسيع المغتصبات، ومشروع E1 الذي يبتلع معظم أراضي المواطنين الفلسطينيين ولربط المغتصبات المقامة هناك وتقطيع أوصال البلدات والقرى المحيطة بمدينة القدس المحتلة من الناحية الشرقية.
وفي فبراير 2014 وزعت سلطات الاحتلال الصهيوني وطواقم من «بيت ايل» إخطارات هدم وإخلاء على 40 عائلة بدوية من عرب الجهالين شرق بلدة العيزرية جنوب شرق القدس المحتلة.
واقتحمت قوات من جيش الاحتلال برفقة طواقم من «بيت ايل» حي «أحفاد يونس» شرق العيزرية، ووزعت إخطارات هدم وإخلاء على تلك العائلات، وأمهلتها عدة أيام لتنفيذ قرار الإخلاء والطرد  لنحو 350 شخصاً يسكنون الحي غالبيتهم من الأطفال والنساء.
وذكرت جهات محلية فلسطينية أن سبب الطرد بالجملة للحي هو لاستكمال بناء مستوطنة «معاليه ادوميم» وبناء جسر يربط بين المستوطنة و«أحفاد يونس».

## السياحة
تعد السياحة واحدة من أهم الأعمدة التي تقوم عليها البلدة فهي واحدة من البلدات القلائل التي تمتلك معالم عدة للديانة المسيحية، ويوجد مقام عزير الذي شيده القائد الفاتح صلاح الدين تكريماً لعزير المذكور في القرآن الكريم بالنسبة للمسلمين أما في الإنجيل فيقول أن تسمية العيزرية يعود إلى اليعازر شقيق مريم ومارثا كما ورد في الإنجيل، وهذا المقام قد شُيد على أنقاض كنيسة فالموزايك موجودة في أرضية المقام الذي حول إلى مسجد شاهق يضاهي ارتفاعه كنيسة اليعازر لللاتين والتي شُيدت في العقد الخامس من القرن الماضي. وقبر اليعازر أُعتبر جزءاً من مشاع البلد لذا قامت بلدية العيزرية بتضمين هذا المكان.

## الأعلام
- عطا الله أبو زياد، (5 يناير 1942 - 26 نوفمبر 2019) شاعر.

## روابط خارجية
- المركز الفلسطيني للإعلام